# Megachile thoracica
Megachile thoracica är en biart som beskrevs av Smith 1853. Megachile thoracica ingår i släktet tapetserarbin, och familjen buksamlarbin. Inga underarter finns listade i Catalogue of Life.